# Dwór w Niwiskach
Dwór w Niwiskach – zabytkowy dwór znajdujący się w Niwiskach.

## Historia
Pierwotnie w miejscu obiektu znajdował się drewnaniny dwór. Dzisiejszy murowany budynek wybudował w połowie XIX wieku Franciszek Hupka. W 2. poł. XIX wieku rozbudowano dwór m.in. o znajdujące się we wschodniej elewacji podcienia filarowe oraz dobudowano piętro. W 1896 roku Jan Hupka zmodernizował budowlę. Podczas przebudowy dobudowano południowe skrzydło wraz z gankiem kryjącym nowe wejście do dworu. 
W 1912 roku wewnątrz budynku wykonano polichromię, której autorem był Karol Frycz. 
W 1942 roku mieszkańców obiektu wysiedlono. Zakwaterowano w nim wówczas oddziały SS, które miały za zadanie nadzorować pobliskie poligony. 
Dwór wraz z całym majątkiem Jana Hupki rozparcelowano na podstawie  dekretu PKWN z 6 września 1944 roku. Po wojnie w budynku mieściła się szkoła, poczta oraz kino. Znajdowały się tutaj również mieszkania.
29 sierpnia 1978 rok dwór wraz z zespołem dworskim wpisano do rejestru zabytków pod numerem A-1154. W latach 70 i 80 wykonano konserwację części polichromii, a w 1984 odkryto ją w niektórych salach. 
W 2011 rozpoczęto rewitalizację dworu. Podczas prac wykonanych przez Piotra Konczarka odsłonięto fryzy umieszczone w dwóch salach i na klatce schodowej. Oprócz tego zrekonstruowano znajdującą się przy wejściu ceramiczną posadzkę i taflowy parkiet w sali balowej. Wykonano również prace konserwacyjne schodów. 

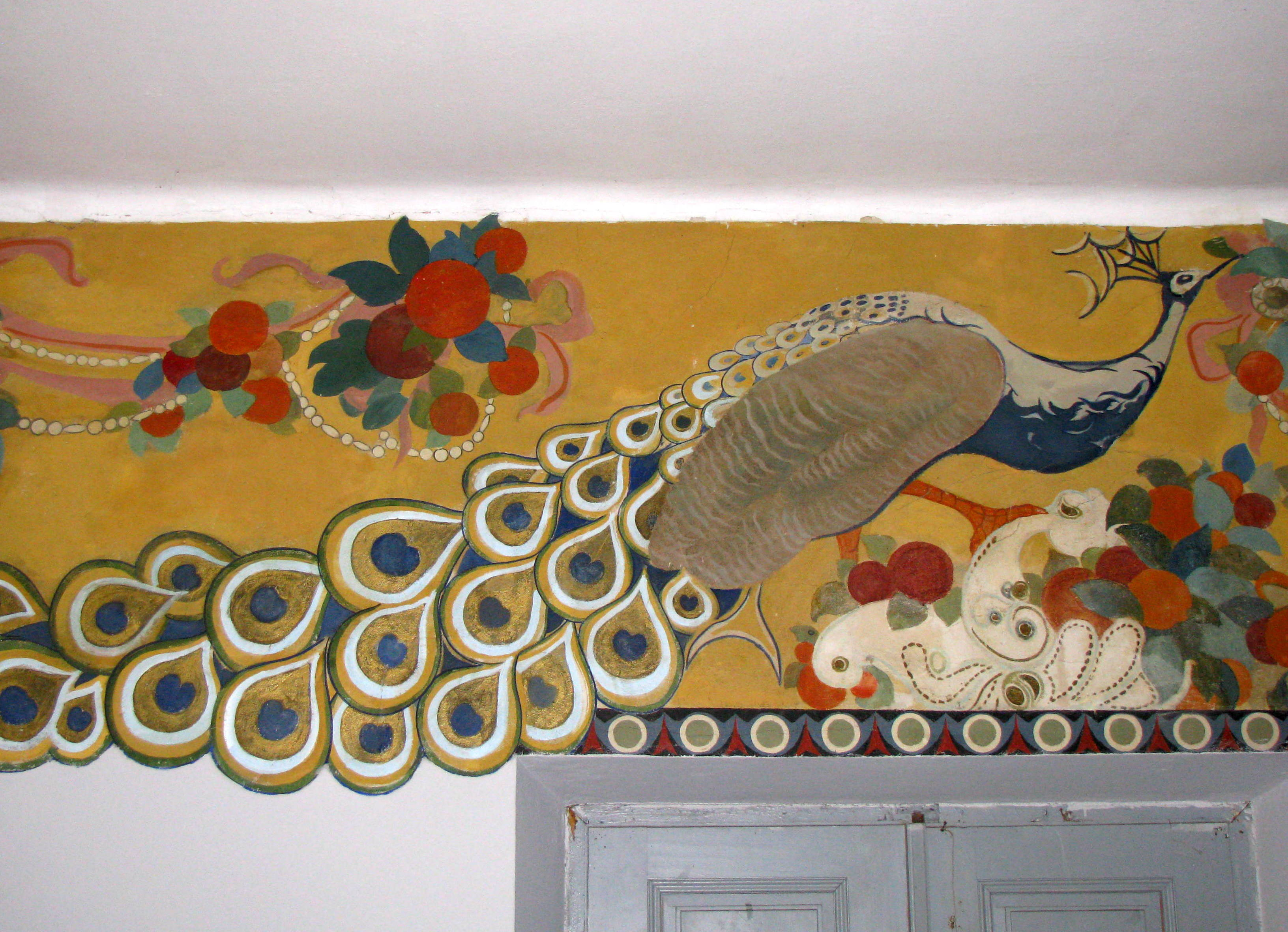
Fragment polichromii wewnątrz dworu

W 2021 roku w południowym skrzydle budynku mieściła się biblioteka, natomiast w pozostałej jego części znajdował się gminny dom kultury. Niektóre pomieszczenia wykorzystywała wówczas szkoła muzyczna.

## Architektura
Dwór w stylu eklektyczno-secesyjnym, wybudowany na planie prostokąta, piętrowy. Na skrzydle południowym znajduje się dach dwuspadowy, natomiast na reszcie budynku dach łamany.   
Większość wyposażenia dworu przepadło podczas drugiej wojny światowej. Do czasów współczesnych przetrwały drewniane schody, trzy piece kaflowe, posadzka i parkiety znajdujące się w korytarzu i niektórych salach oraz secesyjna polichromia.

## Otoczenie
W pobliżu dworu znajduje się oficyna z XVIII wieku, którą przebudowano w połowie XIX wieku. Dawniej znajdował się w niej posterunek policji, a w 2021 roku szkoła muzyczna. W skład zespołu dworskiego wchodzi również neogotycki spichlerz i pozostałości parku z aleją bukowo-grabową.